# Anomalochrysa ornatipennis
Anomalochrysa ornatipennis är en insektsart som beskrevs av Blackburn 1884. Anomalochrysa ornatipennis ingår i släktet Anomalochrysa och familjen guldögonsländor. Inga underarter finns listade i Catalogue of Life.